# Vladimir Polkovnikov
Vladimir Ivanovitch Polkovnikov (en russe : Влади́мир Ива́нович Полко́вников), né le 10 juin 1906 dans le Gouvernement de Moscou et mort le 21 août 1982 à Moscou, est un cinéaste d'animation soviétique. Sorti de l'école des beaux-arts académique de Moscou, il est réalisateur des studios Soyouzmoultfilm en 1936-1974. Parmi ses œuvres les plus remarquées Le Garçon enchanté adapté du roman de Selma Lagerlöf réalisé avec Alexandra Snejko-Blotskaïa,.

## Filmographie partielle
Réalisateur
- 1948 : (en russe : Серая шейка) qui pourrait se traduire par Cou gris co -réalisé avec Leonid Alekseïevitch Amalrik
- 1951 : (en russe : Высокая горка) qui pourrait se traduire par Haute colline co-réalisé avec Leonid Alekseïevitch Amalrik (ru)
- 1953 : (en russe : Волшебный магазин) qui pourrait se traduire par Boutique de magie
- 1955 : Le Garçon enchanté coréalisé avec Alexandra Snejko-Blotskaïa
- 1959 : Il va bientôt pleuvoir (Скоро будет дождь)
- 1964 : Le Chat pêcheur (russe : Кот-рыболов (мультфильм))
- 1965 : Narguis (Наргис)
- 1967 : Un, deux-ensemble! (ru)
- 1968 : Pingouins (dessin animé) (Пингвины (мультфильм))
- 1969 : Nous recherchons une tache (ru)

Directeur artistique
- 1936 : Kolobok (Колобок) de Vladimir Souteïev (ru)